# Emma Chambers
Emma Chambers (ur. 11 marca 1964 w Doncasterze, zm. 21 lutego 2018 w Lymingtonie) – brytyjska aktorka. Wcieliła się w rolę Alice Tinker w komedii Pastor na obcasach stacji BBC, a także w rolę Honey Tacker w filmie Notting Hill (1999).

## Dzieciństwo
Chambers urodziła się 11 marca 1964 w Doncasterze jako córka Johna Chambersa, lekarza położnika i ginekologa, i jego żony Noelle, z domu Strange. Jej rodzeństwo, Sarah i Simon, są przedsiębiorcami, którzy utworzyli Storm Management. Uczęszczała do St. Mary’s School, a później do szkoły średniej St Swithun’s School w Winchesterze.

## Kariera
Ukończyła szkołę teatralną Webber Douglas Academy of Dramatic Art w Londynie. Przez pierwsze lata swojej kariery występowała głównie w teatrze, jedynie okazjonalnie pojawiając się w telewizji, zwykle w niewielkich rolach. W 1994 została obsadzona w swojej pierwszej dużej roli – jako Alice w serialu Pastor na obcasach, gdzie występowała u boku grającej rolę tytułową Dawn French. Chambers wystąpiła we wszystkich 24 odcinkach serialu, wyemitowanych na przestrzeni 13 lat, od 1994 do 2007 roku. W 1998 Chambers otrzymała za tę rolę nagrodę British Comedy Award w kategorii najlepsza telewizyjna aktorka komediowa.
W 1995podkładała głos do filmu animowanego na podstawie powieści O czym szumią wierzby. W 1998 zagrała jedną z głównych ról w innym brytyjskim sitcomie, How Do You Want Me?, a rok później pojawiła się w komedii romantycznej Notting Hill, gdzie wystąpiła jako siostra głównego bohatera, którego grał Hugh Grant. Później znów pracowała głównie w teatrze.

## Śmierć
Zmarła 21 lutego 2018 w wieku 53 lat, z nie podanych do publicznej wiadomości przyczyn naturalnych, najprawdopodobniej był to atak serca.